# Franco Baresi
Franco Baresi (Travagliato, 8 de maig de 1960), és un exfutbolista italià.

## Biografia
Cresqué a Travagliato on als tretze anys va perdre a la seua mare i als disset al seu pare. Posteriorment la germana Lucía es va fer càrrec d'ell i del seu germà Giuseppe, s'encarregà d'entrenar i criar als dos menuts en l'oratori. Fou allí on ambdós germans van cridar l'atenció d'un llambregador de l'Inter de Milà que els va dur a provar a Appiano Gentile (Inter). Giuseppe, va passar la prova però ell es va quedar fora per la seua baixa alçària. En aquells dies era conegut amb el sobrenom de piscinin.
Posteriorment, després de dos intents frustrats, ingressa en el juvenil de l'AC Milan el 1974, on malgrat les dificultats que troba d'inici arriba a jugar durant vint anys guanyant-ho pràcticament tot, i convertir-se en una de les figures llegendàries del club rossonero.
Va disputar el seu primer partit amb el Milà el 23 d'abril de 1978 davant el Verona. Ja en la seua segona temporada es feu fix en la titularitat i va aconseguir el primer Scudetto de la seua carrera (78/79). La carrera de Franco Baresi en el Milà, després de tres temporades de consolidació, va estar marcada en els seus inicis pel bandejament que va patir el conjunt italià a la Serie B, on va jugar en les campanyes 80/81 i 82/83. Posteriorment es va produir l'arribada al Milà, d'un tècnic que li va marcar el camí per a convertir-se en un dels millors defensors lliures de la història del futbol (Nils Liedholm), que li va ensenyar les claus de l'èxit del joc en zona que posteriorment seria reafirmat i millorat amb l'arribada el 1987 d'Arrigo Sacchi i el seu sistema de joc.
Abans de l'arribada de Sacchi, es va produir un fet crucial per al futur del Milà. El 1986 Silvio Berlusconi va assumir la presidència del Milà i va revolucionar en el club rossonero. El conjunt de Milà va esdevenir el millor equip de finals de la dècada dels 80 i començaments dels 90 amb jugadors Marco van Basten, Ruud Gullit, Frank Rijkaard, Carlo Ancelotti, Paolo Maldini o Roberto Donadoni. Un grup de jugadors que, dirigits per Arrigo Sacchi des del banc i per Baresi des de la gespa, va guanyar gran nombre de títols: 1 lliga (scudetto), 2 Copes d'Europa (la primera el 1989 conquistada davant el Steaua i la segona el 1990 conquistada davant el Benfica) i 2 Copes Intercontinentals. Aquella defensa estava formada per: Mauro Tassotti, Alessandro Costacurta, Baresi, Paolo Maldini i Frank Rijkaard.
Posteriorment i després de la marxa d'Arrigo Sacchi, Fabio Capello va seguir fidel a la línia marcada i el Milà va seguir collint èxits: 4 títols de lliga, 3 dels quals com capdavantera, i 1 Copa d'Europa conquistada davant el Barcelona el 1994. Va romandre en el Milà durant 20 temporades consecutives, conquistant abans de la seua retirada definitiva, un Scudetto més, en la campanya 95/96.
La seua trajectòria i gran desplegament en defensa, no va ser compensada amb la Pilota d'Or (encara que va quedar en els primers llocs en diverses ocasions guanyant un baló de plata el 1989 per darrere del seu company Marco Van Basten). A més, el número 6 que va usar a l'equip va ser retirat pel club en honor seu en 1997.
En la campanya 96/97, a l'edat de 37 anys, decideix retirar-se. A la seua retirada va entrar en la directiva rossonera de la qual ha estat Vicepresident. Posteriorment va exercir com a entrenador en el Fulham FC anglès, càrrec del qual fou destituït a l'agost de 2002.

## Internacional
Amb la Selecció italiana debutà el 4 de desembre de 1982 Va estar present en tres mundials, en Espanya 82, on Bearzot no comptà amb ell per a ser titular, en la Itàlia 90 on va ser part indispensable de la squadra azurra i en USA 94, on Itàlia va quedar finalista després de perdre en els penals enfront de Brasil. Jugà el seu últim partit com a internacional el 7 de setembre de 1994, després de 81 internacionalitats, de les quals va anar capità en 51 d'elles.

## Participacions en Copes del Món
| Mundial                        | Seu            | Resultat    |
| ------------------------------ | -------------- | ----------- |
| Copa Mundial de Futbol de 1982 | Estat espanyol | Campió      |
| Copa Mundial de Futbol de 1990 | Itàlia         | Tercer Lloc |
| Copa Mundial de Futbol de 1994 | Estats Units   | Subcampió   |

## Clubs
| Club    | País   | Any       |
| ------- | ------ | --------- |
| AC Milà | Itàlia | 1978-1997 |

## Palmarès

### Campionats estatals
| Títol           | Club     | País   | Any     |
| --------------- | -------- | ------ | ------- |
| Scudetto italià | AC Milà  | Itàlia | 1978/79 |
| Scudetto italià | AC Milà  | Itàlia | 1987/88 |
| Scudetto italià | AC Milà  | Itàlia | 1991/92 |
| Scudetto italià | AC Milan | Itàlia | 1992/93 |
| Scudetto italià | AC Milà  | Itàlia | 1993/94 |
| Scudetto italià | AC Milà  | Itàlia | 1995/96 |

### Copes internacionals
| Títol                 | Equip    | País   | Any  |
| --------------------- | -------- | ------ | ---- |
| Champions League      | AC Milan | Itàlia | 1989 |
| Champions League      | AC Milà  | Itàlia | 1990 |
| Champions League      | AC Milà  | Itàlia | 1994 |
| Copa Intercontinental | AC Milan | Itàlia | 1989 |
| Copa Intercontinental | AC Milà  | Itàlia | 1990 |
| Supercopa d'Europa    | AC Milà  | Itàlia | 1989 |
| Supercopa d'Europa    | AC Milà  | Itàlia | 1990 |
| Supercopa d'Europa    | AC Milà  | Itàlia | 1994 |